# 蒲田郵便局
蒲田郵便局（かまたゆうびんきょく）は東京都大田区にある郵便局。民営化前の分類では集配普通郵便局であった。

## 概要
住所：〒144-8799 東京都大田区蒲田本町1-2-8

### 併設施設
- ゆうちょ銀行蒲田店（本店蒲田出張所）：取扱店番号010860

## 沿革
- 1905年（明治38年）4月1日 - 東京府荏原郡蒲田村に三等郵便局として開局[1][2]。
- 1924年（大正13年）6月11日 - 等級を二等郵便局に改定[3]。
- 1939年（昭和14年）11月2日 - 等級を一等郵便局に改定[4]。
- 1998年（平成10年）9月1日 - 外国通貨の両替および旅行小切手の売買に関する業務取扱を開始。
- 2007年（平成19年）10月1日 - 民営化に伴い、併設された郵便事業蒲田支店、ゆうちょ銀行蒲田店に一部業務を移管。
- 2012年（平成24年）10月1日 - 日本郵便株式会社の発足に伴い、郵便事業蒲田支店を蒲田郵便局に統合。
- 2017年（平成29年）2月6日 - ゆうゆう窓口の24時間営業を廃止。

## 取扱内容

### 蒲田郵便局
- 郵便、印紙、ゆうパック、内容証明
- 生命保険、バイク自賠責保険、自動車保険
- 大田区内の一部地域（〒144-xxxx）の集配業務
- ゆうゆう窓口

### ゆうちょ銀行蒲田店
- 貯金、貸付、為替、振替、振込、国際送金、外貨両替、国債、投資信託、変額年金保険
- ATM

## 風景印
- 形は大田区の花であるウメ型の変形印である。
- 図案は『大田区産業プラザ』・『区民ホール』・『飛び立つジェット機』
- 使用開始日は1999年（平成11年）6月10日

### 過去の風景印
- 1973年（昭和48年）8月20日 - 1978年（昭和53年）9月13日
  - 図案は『躍進工業蒲田像』・『工業地帯』
- 1978年（昭和53年）9月14日 - 1999年（平成11年）6月9日
  - 図案は『流鏑馬』・『木造釈迦如来座像』・『富士塚』・大田区の花『ウメ』

## 周辺
- 大田区役所
- アロマスクエア
- 東京都立蒲田高等学校
- 蒲田警察署
- 蒲田税務署
- 国道15号（第一京浜）

## アクセス
- JR京浜東北線、東急多摩川線・池上線 蒲田駅（東口）から徒歩約9分
- 京急本線・空港線 京急蒲田駅から徒歩約10分
- 京急バス 蒲田郵便局前停留所下車
- 駐車場なし